# 南區 (澳門)
南區是澳門半島上的一個約定俗成的方位分區，地位在堂區之下，社區之上。地處澳門半島西南。

## 特色
- 舊區，居民多有遷出者，故人口密度不比北區高；保留最多舊傳統的地區。
- 其中社區或處高地、或處山腳。
- 區內貧富差距大：居於高地者多為退休人士，居於山腳者亦有不少待業者。亦因此區內比北區及中區寧靜。
- 世界遺產集中地區，區內有兩所大教堂（聖若瑟修院及聖堂及聖老楞佐教堂），亦有不少中式廟宇。
- 地處偏僻，雖然歷史價值高，然而有興趣和識途者寥寥可數。
- 因年代關係，部份局級政府構機仍以此區為根據地，如港務局、司法警察局、印務局等。
- 文化創意產業孵化地，有澳門法國文化協會[1]和不少小型廣告公司。

## 包含社區
- 司打口
- 下環
- 媽閣
- 三巴仔 (新馬路後福隆新街入紅窗門街至鵝眉街)
- 阿婆井
- 崗頂
- 竹仔室
- 南灣
- 西灣

## 治安
- 由治安警察局第一警務警司處分管本區治安
- 警力不足，區內治安變差。[2]
- 區內有不少外藉勞工集居：[2]
- 紅窗門街一帶形成「菲律賓街」，區內有多間菲律賓人開設的店舖

## 景點
- 何東圖書館
- 媽閣廟
- 崗頂劇院
- 聖若瑟修院及聖堂
- 聖老楞佐教堂
- 港務局大樓
- 海事博物館
- 主教山
- 阿婆井前地
- 鄭家大屋
- 政府總部
- 葡國領事官邸

## 交通
- 公交覆蓋率低
  - 區內不少街道只有一至兩條路線的巴士服務，巴士站的密度也低。
  - 的士基本上不經過本區除南灣外的地區。
  - 區外設有媽閣交通樞紐，集巴士總站及輕軌站於一身。
- 道路狹窄，大型車輛通常不會途經區內。
- 河邊新街為區內大型車輛主要通道，連接西灣、南灣及內港碼頭，亦為巴士的主要服務路線。
- 海路有內港5A碼頭負責貨物運輸。